# Caldas da Rainha
Caldas da Rainha – miejscowość uzdrowiskowa w środkowej Portugalii, leżąca w dystrykcie Leiria, w historycznym regionie Estremadura. Miejscowość jest siedzibą gminy o tej samej nazwie. 

## Nazwa
Miejscowość została ufundowana w 1485 przez królową Eleonorę de Viseu, żonę króla Jana II Doskonałego i na jej cześć nazwana. Caldas da Rainha oznacza Ciepłe Źródła Królowej lub nowocześniej „Spa Królowej”.

## Sołectwa
Sołectwa gminy Caldas da Rainha (ludność wg stanu na 2011 r.)
- A-dos-Francos (1701 osób)
- Alvorninha (2987)
- Carvalhal Benfeito (1279)
- Coto (1344)
- Foz do Arelho (1339)
- Landal (1051)
- Nadadouro (1904)
- Nossa Senhora do Pópulo (16 114)
- Salir de Matos (2583)
- Salir do Porto (797)
- Santa Catarina (3029)
- Santo Onofre (11 223)
- São Gregório (955)
- Serra do Bouro (703)
- Tornada (3561)
- Vidais (1159)

## Demografia
| Liczba ludności gminy Caldas da Rainha (1801–2011) | Liczba ludności gminy Caldas da Rainha (1801–2011) | Liczba ludności gminy Caldas da Rainha (1801–2011) | Liczba ludności gminy Caldas da Rainha (1801–2011) | Liczba ludności gminy Caldas da Rainha (1801–2011) | Liczba ludności gminy Caldas da Rainha (1801–2011) | Liczba ludności gminy Caldas da Rainha (1801–2011) | Liczba ludności gminy Caldas da Rainha (1801–2011) | Liczba ludności gminy Caldas da Rainha (1801–2011) | Liczba ludności gminy Caldas da Rainha (1801–2011) |
| -------------------------------------------------- | -------------------------------------------------- | -------------------------------------------------- | -------------------------------------------------- | -------------------------------------------------- | -------------------------------------------------- | -------------------------------------------------- | -------------------------------------------------- | -------------------------------------------------- | -------------------------------------------------- |
| 1801                                               | 1849                                               | 1900                                               | 1930                                               | 1960                                               | 1981                                               | 1991                                               | 2001                                               | 2004                                               | 2011                                               |
| 1 470                                              | 8 486                                              | 20 971                                             | 29 207                                             | 37 430                                             | 41 018                                             | 43 205                                             | 48 846                                             | 51 403                                             | 51 729                                             |